# Barley (Naturschutzgebiet)
Der Barley war ein Naturschutzgebiet in der niedersächsischen Gemeinde Liebenburg im Landkreis Goslar.

## Allgemeines
Das ehemalige Naturschutzgebiet mit dem Kennzeichen NSG BR 066 war 20 Hektar groß. Es war vollständig Bestandteil des FFH-Gebietes „Salzgitterscher Höhenzug (Südteil)“ und vom Landschaftsschutzgebiet „Salzgitterscher Höhenzug“ umgeben. Das Gebiet stand ab dem 18. Juni 1985 bis zur Aufhebung des NSG-Status als Naturschutzgebiet unter Schutz. Die Naturschutzverordnung wurde 2008 neu gefasst. Nach der Aufhebung des NSG-Status ging das Gebiet im Landschaftsschutzgebiet „Salzgitterscher Höhenzug“ auf. Zuständige untere Naturschutzbehörde ist der Landkreis Goslar.

## Beschreibung
Das Gebiet liegt östlich von Dörnten und südwestlich von Groß und Klein Döhren im südlichen Salzgitter-Höhenzug. Es stellte die ehemalige Erzgrube der bis 1967 betriebenen Grube Barley unter Schutz, welche sich heute als langgestreckte Schlucht darstellt. Die Grube weist steile Hänge und einen feuchten, stark zerkuhlten Talboden mit zahlreichen oberflächenwasser- und quellgespeisten Kleingewässern, welche teilweise periodisch trockenfallen, auf. Die Kleingewässer haben eine große Bedeutung als Lebensraum für Amphibien und Libellen. Große Teile der Grube sind von Vegetation zurückerobert worden. Auf den süd- und westexponierten Hängen haben sich Halbtrockenrasen ausgebildet. Diese sind Lebensraum für Schmetterlinge und andere Insekten.